# Francisco da Hornay
Francisco da Hornay foi um administrador colonial português que exerceu o cargo de Capitão-mor no antigo território português subordinado à Índia Portuguesa de Timor-Leste, entre 1694 e 1696, tendo sido antecedido por João Antunes Portugal e sucedido por António de Mesquita Pimentel.